# TDT-Unibet Cycling Team/2024
Deze pagina geeft een overzicht van de TDT-Unibet-wielerploeg in 2024.

## Algemene gegevens
Sponsors: Tour de Tietema, Unibet
Technisch Directeur: Julia Soek
Ploegleiders: Rob Harmeling, Gaëtan Pons, Bas Tietema, Sverre Dyngeland Vik
Staff: Boy Sanders, Marco van Bon
Fietsmerk: Cannondale
Kleding: Santini

## Renners
| Naam                        | Geboortedatum | Nationaliteit       | Ploeg 2023                                |
| --------------------------- | ------------- | ------------------- | ----------------------------------------- |
| Joren Bloem                 | 21-12-1999    | Nederland           |                                           |
| Davide Bomboi               | 27-03-2000    | België              |                                           |
| Jordy Bouts                 | 08-08-1996    | België              |                                           |
| Martijn Budding             | 31-08-1995    | Nederland           |                                           |
| Cedrik Bakke Christophersen | 11-12-2001    | Noorwegen           | Team Coop-Repsol                          |
| Owen Geleijn                | 14-01-2001    | Nederland           | Jumbo-Visma Development Team              |
| Axel Huens                  | 05-09-2001    | Frankrijk           | Circus-ReUz-Technord                      |
| Baptiste Huyet              | 06-07-2000    | Frankrijk           | Go Sport-Roubaix Lille Métropole          |
| Kevin Inkelaar              | 08-07-1997    | Nederland           |                                           |
| Jelle Johannink             | 22-10-1996    | Nederland           | ABLOC CT                                  |
| Tomáš Kopecký               | 08-04-2000    | Tsjechië            |                                           |
| Zeb Kyffin                  | 23-02-1998    | Verenigd Koninkrijk | Saint Piran                               |
| Lander Loockx               | 25-04-1997    | België              | Team Deschacht-Group Hens-Containers Maes |
| Adrien Maire                | 17-11-2000    | Frankrijk           | AVC Aix-en-Provence                       |
| Sebastian Nielsen           | 27-08-2000    | Denemarken          | Team ColoQuick                            |
| Charles Paige               | 07-07-2001    | Verenigd Koninkrijk | Neo (wielerclub Bourg-en-Bresse)          |
| Nicklas Amdi Pedersen       | 03-08-1993    | Denemarken          | Team ColoQuick                            |
| Abram Stockman              | 31-07-1996    | België              |                                           |
| Andreas Stokbro             | 08-04-1997    | Denemarken          | Leopard TOGT Pro Cycling                  |
| Adam Ťoupalík               | 09-05-1996    | Tsjechië            | Elkov-Kasper                              |
| Hartthijs de Vries          | 11-07-1996    | Nederland           |                                           |

### Vertrokken
| Naam             | Geboortedatum | Nationaliteit       | Ploeg 2024            |
| ---------------- | ------------- | ------------------- | --------------------- |
| Bas Tietema      | 29-01-1995    | Nederland           | gestopt               |
| Wouter Toussaint | 23-03-2004    | Nederland           | Wanty-ReUz-Technord   |
| Yentl Vandevelde | 31-10-2000    | België              | Team Flanders-Baloise |
| Harry Tanfield   | 17-11-1994    | Verenigd Koninkrijk | Saint Piran           |

## Overwinningen

### Veldrijden
| Radquer Steinmaur: Lander Loockx |

### Wegwielrennen
| Ronde van Antalya 4e etappe: Hartthijs de Vries Ster van Zwolle Nicklas Amdi Pedersen Ronde van Opper-Oostenrijk 3e etappe: Adrien Maire Eindklassement: Adrien Maire Ploegenklassement: *1) | Ronde van Sibiu Puntenklassement: Joren Bloem Arctic Race of Norway Bergklassement: Jelle Johannink |  |

*1) Ploeg Ronde van Opper-Oostenrijk: Christophersen, Huyet, Inkelaar, Loockx, Maire, Paige
Bingoal WB · Burgos-BH · Caja Rural-Seguros RGA · Equipo Kern Pharma · Euskaltel-Euskadi · Israel-Premier Tech · Lotto Dstny · Polti Kometa · Q36.5 Pro Cycling Team · TDT-Unibet Cycling Team · Team Corratec-Vini Fantini · Team Flanders-Baloise · Team Novo Nordisk · TotalEnergies · Tudor Pro Cycling Team · Uno-X Mobility · VF Group-Bardiani CSF-Faizanè
2023 · 2024 ·2025